# 增山江威子
增山江威子（日语：／ Masuyama Eiko，1936年4月22日—2024年5月20日），日本女演員、配音員、旁白。出身於東京府東京市（現東京都）品川區荏原。青二Production最終所屬。身高155cm。O型血。

## 來歷
增山江威子出生時是4個姊妹裡的老么。她在小的時候說話很慢，老師問她「妳就不能好好說話嗎？」讓她感到震驚，漸漸地，她開始對這種說話方式感到自卑。
小時候，她以成為芭蕾舞者為目標，開始學習芭蕾舞，但在12歲時因肺病而放棄。就在她想著要有一個夢想的時候，姐夫為了克服她說話慢的問題，向她介紹並加入了新兒童劇團（現劇團新兒童），師從麻生美代子接受學習。在那裡，她克服了說話的自卑感，自然而然地對表演產生了興趣。
立正學園高等學校畢業。
當她15歲的時候，因為已經達到不能加入兒童劇團的年紀，於是她與毒蝮三太夫、稻吉靖司、影萬里江、北濱晴子、豐原充子等人一起創辦了「山王劇團」。幾年後，因為女演員不多，淺利慶太邀請她和影萬里江一起加入四季劇團。她也開始出現在電視上並為外國電視劇進行日語配音。隨著四季劇團發展廣播劇和錄音的工作，她開始對配音工作產生了興趣。由於私人生活的時間限制，她很難在日程安排不規律的電視節目和需要排練的舞台上工作。
此後，她決定「只專注於配音工作」，為了平衡家庭、育兒與工作，她選擇專注可以在相對較短的時間內完成的配音工作，在高松里友子事務所工作後，1960年代起隸屬於青二Productions。
2017年，增山在「2017年東京動畫獎」上獲得「動畫功勞部門」獎項。
2021年，獲得第15屆聲優Awards「功勞獎」。
2024年5月20日，增山江威子因肺炎去世。享壽88歲。葬禮按照她的意願舉行家庭葬禮謝絕弔客，青二Production於6月3日宣布了她去世的消息。據報道，她最後一次演出是在2023年10月23日播出的《麵包超人》裡飾演秋風小姐，但是第二年，即2024年2月2日的播出集數裡她飾演黑暗女王的角色，這是她去世前的最後一次演出。

## 人物
增山江威子從小就是寶塚歌劇團的忠實粉絲。曾經有一段時間，她很想加入寶塚，學習芭蕾舞的原因是為了準備入學考試。雖然她因肺病放棄了入學考試，但婚後她對寶塚的感情依然存在，從2005年丈夫的工作安定下來後，他們在寶塚大劇場附近住了大約9年。無論屬於哪個團體，她與寶塚女子及相關人士有著廣泛的交往，有時會在家裡為獨居的寶塚女子提供咖哩等讓人想起父母家的菜餚，因此她被親切地稱為「不二子媽媽」。
兒童劇團時期，麻生美代子帶著她去看了劇團東童的公演，她很欣賞扮演王子角色的演員，並想「我想和他站在同一個舞台上」。而這位演員是納谷悟朗，後來兩人在《魯邦三世》合作演出近40年。
剛出道時，她使用本名活動，但導演星野和彥告訴她「我不能用這個名字」並帶她去見高島易斷，這讓她採用了現在的藝名。
她的同儕稱她為。據本人的說法，由於她的兩個姐姐分別被稱為和，所以本名的增山也被稱為，這個名字也傳給了她的同事。
井上喜久子在出道前觀看了《排球甜心》的重播後成為了增山的粉絲，職業出道之後，她被介紹給與增山同屬於青二Production的久川綾，3人成為了朋友，一起出去吃飯慶祝各自的生日。井上說增山是「一個很棒的人，我見到她越多，她總是發出閃耀光芒」，「她是我永遠尊敬的人，每次我見到她，她都會給我如此多的愛」。
丈夫政田一喜（2022年去世）是TBS電視台總製片人，曾製作《料理天國》等節目。有一個女兒。

### 特徵、角色
聲音類型：「優雅熱情的次女高音」。
其角色範圍從女孩到成年女性，在演性感角色的同時，也經常扮演溫柔母親的角色。在2005年的一次採訪上，因為有很多年長的角色看起來很年輕，她覺得「我們會永遠年輕嗎」。
她在2005年證實，隨著年齡的增長，其聲音逐漸失去音調，而且很難透過訓練來保持音調來演年輕的角色。
她也負責演唱多首動畫歌曲。這是因為在《突然出現的葫蘆島》裡認識的宇野誠一郎開始經常任命增山，起初她想「我可以嗎？」，但她後來回憶說「我非常高興」。
在海外作品方面，她也曾出演多部漢納巴伯拉作品。曾多次為麗·萊米克負責日語配音。據說她有著和麗·萊米克相似的外貌和骨骼結構，據說這是最容易猜到的。她覺得《何處是歸程》也不錯，但《醉鄉情斷》讓她特別感動，她說這非常有收穫。

### 對工作的態度
在配音過程裡「畫面是主角」，她相信「聲音因為畫面而完美契合」。她也表示，本身不喜歡被要求在沒有畫面的情況下「為○○配音」，因為如果沒有畫面，她所扮演的各個角色的聲音會混合在一起。
談到準備角色時，她表示最理想的是先自己創作，然後拿給導演看，然後讓他們去評判、接受建議，她曾說過自己不擅長聽從導演的詳細命令。
她抱怨動畫配音時的圖片很少。在某一部作品裡，這導致了一個看起來像是忘記了台詞的場景，其他場景也都完成了，播出時卻出現了畫面和表演不相符的場景，觀眾寫信跟她問「增山女士做了這麼多年，為什麼做不到這一點？」，後來在一次場合中，她問道「我不想讓自己難堪」「我想要一張用於錄製時的照片」。
以前她常在電視節目裡擔任嘉賓，近年來，她不太喜歡露臉，她說因為「大家所知道的聲音是甜心和不二子的年輕聲音。我不想破壞這樣年輕角色的形象」，甚至在《大膽MAP》裡說出了拒絕露面之類的話。不過，她同意出現在節目裡，條件是她要遠距離錄製配音過程。2019年9月21日播出的NHK BS Premium《第二美學》裡她也接受了採訪，但條件是不露臉。

### 甜心戰士
1973年，她為《甜心戰士》裡第一代的甜心配音。在重製版《甜心戰士F》裡友情演出，為神崎美津子配音。在《Re: 甜心戰士》裡，她在來自另一個世界的設定裡再次擔任第一代甜心的角色。2005年，當她再次出演《甜心戰士》時，她評論道「我很高興能夠遇到這麼好的作品」。
增山表示，在此之前，她經常扮演可愛的角色，所以甜心是她扮演性感角色的轉捩點。

### 峰不二子
她在1977年的《魯邦三世 (TV第2系列)》裡飾演峰不二子一角，直到2011年被澤城美雪取代。
本來，增山在製作的兩部《魯邦三世 電視試播電影》裡飾演不二子，也預定參演《魯邦三世 (TV第1系列)》，但實際播出時，錄音導演田代敦巳道歉了，並表示不二子的角色被二階堂有希子取代。負責執導《TV第1系列》的大隅正秋後來評論了這一變化，他說「有一個魯邦挑戰不二子的場景。但當那個場景出現時，它只是一個場景」「當我問她『怎麼了？』她說，『我就是做不到』」，增山說她別無選擇，只能改變場面，因為她無法做性感的場面。另外，在《TV第1系列》第14話「綠寶石的秘密」裡，她客串飾演凱瑟琳馬丁，並有與二階堂飾演的不二子對話的場景。
此後，對不二子仍有深厚感情的增山參加了《TV第2系列》播出前的試鏡，並被選為不二子一角。
起初，當《電視試播電影》還不為大眾所熟知時，就有大量的抗議信問「為什麼不二子不是二階堂女士呢？」。當增山從日本電視台工作人員那裡聽到這一消息時，她變得興奮並繼續表演，她說「無論我多麼努力，我永遠都不會成為二階堂女士，所以我別無選擇，只能做我該做的事」。
增山曾說過「不二子是一位融合了所有理想的女性，我一直很欽佩她」，並且不二子的粉絲絕大多數是女性。關於魯邦，她說，即使在背叛不二子之後，他仍然關心不二子，這一事實是「看起來很可愛的一個男人，所以我喜歡」。
增山說在扮演不二子時，意識到自己具有「健康的性感」，她認為「不二子的照片很性感，但言語和行為並不那麼性感」「並不是她（不二子）本身性感，而是她利用性感作為噱頭或武器」。她還發現有趣的是，角色設計根據作品而變化，這些元素也有所不同，這與她自己作為演員的性格重疊「就像小偷一樣，改變手和改變物品。根據觀眾改變表演」。
她將《魯邦三世：卡里奧斯特羅之城》視為本身演過的最令人難忘的魯邦作品。增山自己透露，覺得《卡里奧斯特羅之城》中不二子的勇敢讓她想到「這不就是不二子的真面目嗎？這可能是基礎」之外，她說她喜歡克蕾莉絲問不二子「妳把我拋棄了嗎？」，然後不二子回答「不，我把妳拋棄了」的場景。
原作者Monkey Punch於2019年去世時，她評論道「對於演員來說，與作品的相遇就是一切。我能夠見到峰不二子，她成為了我的財產。我很感謝Monkey Punch老師」。
由於飾演次元大介的小林清志於2022年去世，她是廣受好評《TV第2系列》當時唯一在世的主要演員，也在《卡里奧斯特羅之城》裡出現。

### 傻鵬的媽媽
《天才傻鵬》至今已被改編成5次電視動畫，但儘管主要配音員有變化，增山仍繼續飾演媽媽一直到第4作《ReReRe天才傻鵬》為止。這是原作者赤塚不二夫的願望，而對於第4次電視動畫改編，赤塚唯一的願望就是「我希望媽媽的聲音（來自增山）不被改變」。在此之前，唯一一次由增山以外的配音員出演該角色是在第一作的第70話由北濱晴子代替演出。
由於增山在個人生活也是一位母親，所以她能夠自然而然地扮演母親的角色，沒有任何猶豫。此外，當她第一次看到媽媽的圖畫時，她想著自己絕對是最合適的人選。
增山去青梅赤塚不二夫會館（2003年10月—2020年3月營運）錄製某個節目時，她看到牆上貼著各種關於赤塚的評論中，她發現一條實際上寫著「媽媽一定是增山女士」的時候，她很高興 ，因為她覺得「這不是我自己說的，而是我真正得到了原作者的認可」。

### 其它作品
增山在《突然出現的葫蘆島》裡飾演一角。當時，她不知道自己會扮演男孩的角色，所以想「或許是演布丁，也或許是查比」這些女孩角色，但NHK的製作人告訴增山「不，這是一個男孩的角色」，她不假思索地說「啊！我從來沒有扮演過男孩的角色……」。然而，她發現演起來非常有趣，後來說「我很高興我應該這樣做」。
增山引用《小鬼Q太郎 (1985年版)》裡的U子的作為她喜歡的角色。這是一個她以前從演過的角色，所以當她發出第一個聲音時，她開玩笑地說「錄音人員嚇壞了，不知道我們是否要這樣做」。這部作品再次肯定了快樂創造與職業不同的新角色，以及配音工作的真正樂趣。

## 繼任
增山逝世後，以下人員接替了這些角色：
| 繼任       | 角色名   | 概要作品     | 繼任初次擔當作品 |
| ---------- | -------- | ------------ | ---------------- |
| 根谷美智子 | 黑暗女王 | 《麵包超人》 | 第1697話B部分    |

## 演出
粗體字表示主要角色。

### 電視動畫
1963年
- 8號超人（真奈美）
- 原子小金剛 (1963年版)（日语：鉄腕アトム (アニメ第1作)）（露西亞、基皮亞、由美、羅比埃特 等）

1965年
- 森林大帝 (1965年版)
- 超級傑特（日语：スーパージェッター）（七重）
- 遊星少年帕皮（日语：遊星少年パピイ）（梨子）

1966年
- 新森林大帝 前進吧雷歐！（盧奇奧[55]）
- 哈里斯旋風（日语：ハリスの旋風）（石田國松的母親[56]）
- 遊星假面（日语：遊星仮面）（伯莎·海倫·安德洛墨達）

1967年
- 悟空大冒險（龍子）
- 魔法使莎莉 (1966年版)（由美子）

1968年
- 怪物小王子 (1968年版)（1968年—1969年，怪子公主[57]）
- 巨人之星（1968年—1971年）
- 佐武與市捕物控（日语：佐武と市捕物控）（阿鶴）

1969年
- 排球甜心（桂城由美、吉村聰美、真木村京子[58]、莎蓮娜〈第2代〉 等）
- 多羅羅 (1969年版)（奇伊）

1970年
- 嚕嚕米 (1969年、1972年版)（1970年—1972年，提米、水之精靈）2系列

1971年
- 安徒生物語（日语：アンデルセン物語）（坎蒂）
- 新小鬼Q太郎
- 珍豪無茶兵衛（日语：珍豪ムチャ兵衛）
- 天才傻鵬（日语：天才バカボン (アニメ)）（1971年—1972年，媽媽[59]）
- 不可思議的梅璐萌（母犬、秘書）

1972年
- 根性青蛙（1972年—1974年，吉澤京子的媽媽[60]）
- 惡魔人（火力[61][62]、貝拉[62]）
- 魔法使恰比（恰比[63]）
- 魯邦三世 (TV第1系列)

1973年
- 小酋長小黑
- 玲瓏三勇士
- 山鼠洛基查克（日语：山ねずみロッキーチャック）（波莉）
- 甜心戰士（1973年—1974年，如月甜心[64]）

1974年
- 極真派空手道（日语：空手バカ一代）
- 金剛大魔神（1974年—1975年，克萊奧）
- 北海小英雄（1974年—1975年，旁白[65]）
- 星星王子（意可蕾皇后）

1975年
- 天方夜譚（史加爾[66]）
- 一休和尚（伊予局〈母親大人〉、旁白[67]）
- 元祖天才傻鵬（日语：元祖天才バカボン）（1975年—1977年，媽媽[68]）
- 頑皮鼠歷險記（日语：ガンバの冒険）（潮路〈初代〉）
- 少年德川家康（於大[69]）
- 草原少女蘿拉（母親[70]）
- 時間飛船（魯納姆）
- 蜜蜂瑪雅歷險記（日语：みつばちマーヤの冒険）（白粉蝶的珍）

1976年
- 大空魔龍凱金（埃梅爾達）
- UFO戰士阿波羅（皇后阿波羅）
- 小小露露與小小的夥伴（日语：リトル・ルルとちっちゃい仲間）（露露〈初代〉）
- 小甜甜（珍·布萊頓）

1977年
- 鐵臂馬魯斯（真由美）
- 魯邦三世 (TV第2系列)（日语：ルパン三世 (TV第2シリーズ)）（1977年—1980年，峰不二子[71]）

1978年
- 咪咪流浪記
- 冒險五傑（1978年—1979年，奇蒂[72]、安卓拉）
- 太空突擊隊（瓊安‧蘭道[73]）
- 窈窕淑女（吉次）

1979年
- 人造人009 (1979年版)（莉娜、西蒙娜）
- 日本名作童話系列 赤鳥之心（日语：日本名作童話シリーズ 赤い鳥のこころ）（風的母親）
- 野球狂之詩（日语：野球狂の詩）（當馬可奈子）

1980年
- 銀河鐵道999（西爾維亞、雪女、內科亞）
- 回到森林（日语：のどか森の動物大作戦）（梅麗塔[74]）
- 漫畫諺語事典（日语：まんがことわざ事典）（鶇）
- 若草物語（日语：若草物語 (日生ファミリースペシャル)）（梅格）
- 宇宙戰士巴魯迪奧斯（艾美）

1981年
- 早安！蘇龐克（日语：おはよう!スパンク）（媽媽[75]）
- 怪物小王子 (1980年版)（1981年—1982年，怪子[76]）
- 河馬園長的動物園日記（日语：カバ園長の動物園日記）（勝的母親）
- 汪汪三劍客（1981年—1982年，上流婦女）

1982年
- 仙女座物語（日语：アンドロメダ・ストーリーズ）（母機）
- 福星小子 (1981年版)（美鈴）
- The♥南瓜酒（小町[77]、青葉花江）
- 猿飛小忍者（日语：さすがの猿飛）（猿飛霞）
- 太陽之子（下集預告旁白）
- 怪博士與機器娃娃 (1981年版)（1982年—1986年，絲帶·陳）
- 帕塔里洛（日语：パタリロ!）（比約恩[78]）
- 我是帕塔里洛（日语：パタリロ!）（阿夫羅18）
- 我是貓（細君）

1983年
- 阿爾卑斯物語 我的安妮特（法蘭辛·柏尼爾）
- 貓♥眼（亨利埃特·萊伯特／魯邦的新娘）
- 子鹿物語（日语：子鹿物語#テレビアニメ）（吐溫·哈托）
- 小超人帕門 (1983年版)（1983年—1985年，小超人3號／星野堇（日语：星野スミレ） 等）
- 漫畫日本史（日语：まんが日本史 (日本テレビ)）

1984年
- 魯邦三世PARTIII（日语：ルパン三世 PARTIII）（1984年—1985年，峰不二子[79]）

1985年
- 小鬼Q太郎 (1985年版)（1985年—1987年，U子）
- 俏皮小百寶（水野洋子）

1986年
- 鬼太郎 (第3作)（天狐、奪衣婆）
- 楓葉鎮物語（媽媽〈代演〉）

1987年
- 淑女小琳（日语：レディ!!#レディレディ!!）（莫德林[80]）

1988年
- 小公子西迪（明娜·提普頓）
- 聖魔大戰（魔胎傳諾亞）
- 甜蜜小天使 (1988年版)（鏡之女王）

1989年
- 搞怪刑事（日语：がきデカ）（桃子·淳的母親）
- 魯邦三世：再見，自由女神。危機一刻！（日语：ルパン三世 バイバイ・リバティー・危機一発!）（峰不二子[81]）

1990年
- 平成天才傻鵬（日语：平成天才バカボン）（媽媽[82]）
- 神通小精靈（河合伊菜）
- 魔法使莎莉 (1989年版)（1990年—1991年，魔女、薊的母親）
- 魯邦三世：海明威手稿之謎（日语：ルパン三世 ヘミングウェイ・ペーパーの謎）（峰不二子[83]）

1991年
- 淘氣的雙胞胎 克萊爾學院物語（日语：おちゃめなふたご クレア学院物語）（溫特沃斯夫人）
- 傻鵬小松的尋找咖哩三千里（媽媽[84]）
- 魯邦三世：拿破崙辭典爭奪戰（日语：ルパン三世 ナポレオンの辞書を奪え）（峰不二子[85]）

1992年
- 麵包超人（1992年—2024年，咪咪老師〈第2代〉、黑暗女王〈初代〉、魔女、黑雪公主、秋風小姐〈初代〉）
- 魯邦三世：俄羅斯之戀（日语：ルパン三世 ロシアより愛をこめて）（峰不二子[86]）

1993年
- 魯邦三世：魯邦暗殺指令（日语：ルパン三世 ルパン暗殺指令）（峰不二子[87]）

1994年
- 魯邦三世：燃燒的斬鐵劍（日语：ルパン三世 燃えよ斬鉄剣）（峰不二子[88]）

1995年
- 動畫世界的童話（日语：世界名作童話シリーズ ワ〜ォ!メルヘン王国）（公主〈繼母〉）
- 魯邦三世：追尋哈里毛的寶藏（日语：ルパン三世 ハリマオの財宝を追え!!）（峰不二子[89]）

1996年
- 魯邦三世：暮色☆雙子鑽石的秘密（日语：ルパン三世 トワイライト☆ジェミニの秘密）（峰不二子[90]）

1997年
- 甜心戰士F（神崎美津子）
- 魯邦三世：華瑟P38（日语：ルパン三世 ワルサーP38）（峰不二子[91]）

1998年
- 守護月天！（魅花）
- 魯邦三世：炎之記憶 ～東京危機～（日语：ルパン三世 炎の記憶〜TOKYO CRISIS〜）（峰不二子[92]）

1999年
- 魯邦三世：愛的記號 ～不二子的倒霉日～（日语：ルパン三世 愛のダ・カーポ〜FUJIKO'S Unlucky Days〜）（峰不二子[93]）
- ReReRe天才傻鵬（日语：レレレの天才バカボン）（1999年—2000年，媽媽[94]）

2000年
- 魯邦三世：一美元的戰爭（日语：ルパン三世 1$マネーウォーズ）（峰不二子[95]）

2001年
- 神影小偵探（漂亮臉蛋〈初代〉）
- 魯邦三世：通往惡魔島（日语：ルパン三世 アルカトラズコネクション）（峰不二子[96]）

2002年
- 白色十字架 Glühen（皇后）
- 魯邦三世 Episode:0 初次交鋒（日语：ルパン三世 EPISODE:0 ファーストコンタクト）（峰不二子[97]）

2003年
- 魯邦三世：寶物返還大作戰（日语：ルパン三世 お宝返却大作戦!!）（峰不二子[98]）

2004年
- 魯邦三世：被盜的魯邦 ～模仿者是盛夏之蝶～（日语：ルパン三世 盗まれたルパン 〜コピーキャットは真夏の蝶〜）（峰不二子[99]）

2005年
- 名偵探柯南（芙莎繪·坎貝爾·木之下）
- 魯邦三世：天使的策略 ～夢的碎片是殺人的香味～（日语：ルパン三世 天使の策略 〜夢のカケラは殺しの香り〜）（峰不二子[100]）

2006年
- 魯邦三世：七日狂想曲（日语：ルパン三世 セブンデイズ・ラプソディ）（峰不二子[101]）

2007年
- 魯邦三世：霧之迷（日语：ルパン三世 霧のエリューシヴ）（峰不二子[102]）

2008年
- 魯邦三世 Sweet Lost Night ～魔法神燈是噩夢的預兆～（日语：ルパン三世 sweet lost night 〜魔法のランプは悪夢の予感〜）（峰不二子[103]）

2009年
- 魯邦三世VS名偵探柯南（峰不二子[104]）

2010年
- 魯邦三世 The Last Job（日语：ルパン三世 the Last Job）（峰不二子[105][注 5]）

### 電影動畫
1960年代
- 劇場版 安徒生物語（日语：アンデルセン物語#劇場映画「アンデルセン物語」（1968年））（1968年，凱倫[106]）
- 一個人（日语：ひとりぼっち (アニメ)）（1969年，健的媽媽）

1970年代
- 劇場版 排球甜心（1970年，桂城由美[107]）
- 排球甜心：涙之回轉接球（1970年，吉村聰美[108]）
- 排球甜心：涙之世界選手權（1970年，莎蓮娜[109]）
- 溫柔的獅子（日语：やさしいライオン）（1970年）
- 排球甜心：涙之不死鳥（1971年，早川綠[110]）
- （1971年，公園裡的蕩婦、車上乘客、機場的金髮女性）
- 動物金銀島（日语：どうぶつ宝島）（1971年，格蘭）
- 長靴貓環遊世界八十天（1976年，蘇珊娜[111]）
- 世界名作童話 白鳥的王子（日语：世界名作童話 白鳥の王子）（1977年，伊麗莎）
- 魯邦三世：魯邦VS複製人（1978年，峰不二子[112]）
- 魯邦三世：卡里奧斯特羅之城（1979年，峰不二子[112]）

1980年代
- 劇場版 奔向地球（1980年，泰瑞斯No.5）
- 怪物小王子：怪物樂園的招待（1981年，怪子[113]）
- 怪物小王子：惡魔的劍（1982年，怪子）
- 千年女王（1982年，永久管理人）
- 怪博士與機器娃娃：“吼唷唷！”宇宙大冒險（日语：Dr.SLUMP ほよよ! 宇宙大冒険）（1982年，絲帶·陳）
- 劇場版 我們的青春阿爾卡迪亞（日语：わが青春のアルカディア）（1982年，魔女）
- 怪博士與機器娃娃：吼唷唷！世界一周大賽車（日语：Dr.スランプ アラレちゃん ほよよ!世界一周大レース）（1983年）
- 漫畫伊索物語（日语：まんがイソップ物語 (映画)）（1983年，春之女神）
- The♥南瓜酒：尼塔的愛情物語（1984年，小町）
- 少年肯尼亞（1984年，村上葉子）
- 忍者哈特利+小超人帕門：超能力大戰（日语：忍者ハットリくん+パーマン 超能力ウォーズ）（1984年，小超人3號（日语：星野スミレ））
- 劇場版 高帽子的梅莫兒（1985年，旁白）
- 忍者哈特利+小超人帕門：忍者怪獸吉波VS奇蹟蛋（日语：忍者ハットリくん+パーマン 忍者怪獣ジッポウVSミラクル卵）（1985年，小超人3號）
- 企鵝記憶幸福故事（日语：ペンギンズ・メモリー 幸福物語）（1985年，蘇珊）
- 魯邦三世：巴比倫的黃金傳說（日语：ルパン三世 バビロンの黄金伝説）（1985年，峰不二子[112]）

1990年代
- 劍之介少爺（日语：剣之介さま）（1990年，劍之介的母親）
- 劇場版 美少女戰士S（1994年，月亮雪公主）
- 麵包超人：莉莉卡與魔幻魔法學校（日语：それいけ!アンパンマン リリカル☆マジカルまほうの学校）（1994年，魔女[114]）
- 魯邦三世：去死吧！諾斯特拉達穆斯（日语：ルパン三世 くたばれ!ノストラダムス）（1995年，峰不二子[112]）
- 魯邦三世 DEAD OR ALIVE（日语：ルパン三世 DEAD OR ALIVE）（1996年，峰不二子[112]）

2000年代
- Pa-Pa-Pa The★Movie 小超人帕門（2003年，小超人3號）
- Pa-Pa-Pa The★Movie 小超人帕門：章魚DE砰，八條腿砰！（2004年，小超人3號）

### OVA
- 魯邦三世 電視試播電影 (寬銀幕電影鏡頭版)（日语：ルパン三世 パイロットフィルム）（1969年，峰不二子）
- 魯邦三世 電視試播電影 (TV版)（日语：ルパン三世 パイロットフィルム）（1971年，峰不二子）
- 雷諾尼都紀事 屠龍者傳說（1988年，雷菲）
- 傳心 守護月天！（2000年，魅花）
- 魯邦三世：活下來的魔術師（日语：ルパン三世 生きていた魔術師）（2002年，峰不二子[112]）
- 柳瀨嵩童話劇場 克夏拉公主（日语：やなせたかしメルヘン劇場）（2008年，魔法使）
- 魯邦三世 GREEN vs RED（日语：ルパン三世 GREEN vs RED）（2008年，峰不二子[112]）
- 魯邦三世 Master File（日语：ルパン三世 Master File）（2012年，峰不二子[112]）

### 網路動畫
- 暗黑家族 蕨小姐（日语：暗黒家族 ワラビさん）（2021年，丘田不吉[115]）

### 遊戲
1995年
- 空想科學世界（老虎）
- 平成天才傻鵬 集合！傻鵬們（日语：平成天才バカボン すすめ!バカボンズ）（傻鵬的媽媽）
- Linda³（日语：リンダキューブ）（安）

1997年
- 魯邦三世：卡里奧斯特羅之城 -再會-（日语：ルパン三世 カリオストロの城 -再会-）（峰不二子）
- 魯邦三世編年史（峰不二子）

1998年
- 成為魔法使的方法（日语：魔法使いになる方法 (ゲーム)）（艾爾＝塞內里亞）

1999年
- 小魔女大作戰（日语：魔女っ子大作戦）（恰比、如月甜心）

2002年
- 魯邦三世：魔術王的遺產（日语：ルパン三世 魔術王の遺産）（峰不二子）

2003年
- 魯邦三世：消失在大海的秘寶（峰不二子）

2004年
- 魯邦三世：染血的哥倫布遺產（日语：ルパン三世 コロンブスの遺産は朱に染まる）（峰不二子）

2007年
- 魯邦三世：獻給魯邦死、獻給錢形愛（日语：ルパン三世 ルパンには死を、銭形には恋を）（峰不二子）
- MAPLUS 攜帶衛星導航2（日语：MAPLUS ポータブルナビ2）（導航語音）[注 6]

2010年
- 魯邦三世：史上最大鬥智戰爭（日语：ルパン三世 史上最大の頭脳戦）（峰不二子）

### 廣播劇CD
- Crashers Knight&Ran系列（皇后）
- Re: 甜心戰士 和之卷（初代甜心）

### 外語配音

#### 演員
安妮·弗朗西斯
- 難補情天恨（英语：Agatha (film)）（珍）
- 黑巖喋血記（英语：Bad Day at Black Rock）（莉茲·沃斯）※東京12頻道版。
- 辣手淫娃（英语：Impact (1949 film)）
- 絕外求生（英语：Lost Flight）（吉娜·塔爾博特）
- 比活著還死（英语：More Dead Than Alive）（莫妮卡·奧爾頓）

麗·萊米克
- 桃色血案（蘿拉·曼尼恩）※NET版。
- 何處是歸程（英语：Baby the Rain Must Fall）（喬吉特·托馬斯）
- 醉鄉情斷（英语：Days of Wine and Roses (film)）（克斯汀·阿內森-克萊）
- 恐怖實驗（英语：Experiment in Terror）（凱莉·雪伍德）
- 禁酒風波（英语：The Hallelujah Trail）（科拉·坦普爾頓·馬辛格爾）
- 夏日春情（歐拉·瓦納）※NET版。

#### 電影
- 九死一生（英语：99 and 44/100% Dead）（巴菲〈安·圖克爾（英语：Ann Turkel）〉）
- 東西柏林間諜戰（英语：A Dandy in Aspic）（卡洛琳〈米亞·法羅〉）
- 雄鷹聚會（英语：A Gathering of Eagles）（維多利亞·考德威爾〈瑪麗·皮奇（英语：Mary Peach）〉）※NET版。
- 閤家歡（英语：A Hole in the Head）（雪兒〈卡洛琳·瓊斯（英语：Carolyn Jones）〉）
- 黑暗中的射擊（英语：A Shot in the Dark (1964 film)）（瑪麗亞·甘布雷利〈艾爾克·薩默（英语：Elke Sommer）〉）※東京電視台版。
- 草莽雄風（英语：Apache (film)）（娜琳樂〈簡·皮特斯〉）
- 亞森·羅蘋（英语：Arsène Lupin (2004 film)）（卡格利奧斯特羅伯爵夫人〈克莉絲汀·史考特·湯瑪斯〉）
- 13號警車（英语：Between Midnight and Dawn）（凱瑟琳·馬洛里〈蓋爾·斯托姆（英语：Gale Storm）〉）※NET版。
- 青樓豔妓（英语：BUtterfield 8）（艾米莉·利吉特〈迪娜·梅瑞爾（英语：Dina Merrill）〉）
- 遜咖冒險王4（英语：Diary of a Wimpy Kid: The Long Haul (film)）（曾祖母）※隨選視訊發佈版。
- 要你嚇破膽（英语：Die, Monster, Die!）（蘇珊·威特利〈蘇珊·弗默（英语：Suzan Farmer）〉）
- 氣球上的五星期（英语：Five Weeks in a Balloon (film)）（馬基亞〈芭芭拉·盧納（英语：BarBara Luna）〉）
- 與我同行（卡蘿爾·詹姆斯〈珍·希瑟（英语：Jean Heather）〉）
- 大腳哈利（英语：Harry and the Hendersons）（南西·韓德森〈梅林達·狄龍〉）※VHS版。
- 魚雷特擊（英语：In Enemy Country）（丹妮絲〈安珍妮特·科默（英语：Anjanette Comer）〉）※NET版。
- 鸞鳳鳴春（英语：It Happens Every Spring）（黛博拉·葛林利夫〈簡·皮特斯〉）
- 少年邦納（英语：Junior Bonner）（查瑪尼〈芭芭拉·雷伊（英语：Barbara Leigh）〉）
- 香吻盟（英语：Kiss Them for Me）（艾莉絲·克拉奇納〈珍·曼絲菲〉）
- 歡樂滿人間（溫妮弗雷德·班克斯〈格莉妮絲·約翰斯〉）※富士電視台版。
- 萬世魔星（朱迪絲·伊斯加里奧特）
- 騎軍血戰史（英语：North West Mounted Police (film)）（盧韋特·科爾博〈寶蓮·高黛〉）
- 四重唱（英语：Quartet (1948 film)）（珍妮〈梅·柴特琳（英语：Mai Zetterling）〉）
- 舊金山國際機場（英语：San Francisco International Airport (TV series)）（瓊·愛德華茲〈吉兒·多諾厄〉）
- 單身女孩（英语：Sex and the Single Girl (film)）（格雷琴〈法蘭·傑佛瑞斯（英语：Fran Jeffries）〉）
- 天火焚城錄（英语：Sodom and Gomorrah (1962 film)）（舒阿〈蘿莎娜·波德斯塔（英语：Rossana Podestà）〉）
- 真善美（艾爾莎·馮·施拉德男爵夫人〈愛蓮娜·帕克〉）※1981年影碟版。
- 打死不離親兄弟（英语：Sundance and the Kid）（羅塞拉·斯科特〈西德恩·羅姆（英语：Sydne Rome）〉）
- 緣訂三生（英语：Susan Slade）（蘇珊·斯萊德〈康妮·史蒂文斯（英语：Connie Stevens）〉）
- 泰山得子（英语：Tarzan Finds a Son!）（珍·帕克〈莫琳·歐莎莉文（英语：Maureen O'Sullivan）〉）
- 超級情報員麥漢（英语：The Ambushers (film)）（弗朗西斯卡·馬德羅斯〈姍黛·貝嘉（英语：Senta Berger）〉）
- 班尼固德曼傳（英语：The Benny Goodman Story）（艾麗絲·哈蒙德〈唐娜·麗〉）
- 黑色大風車（英语：The Black Windmill）（塞爾·布羅斯〈黛芬·賽麗格〉）
- 德古拉的新娘（英语：The Brides of Dracula）（瑪麗安·丹尼爾）※富士電視台版。
- 卡里加里博士的小屋（英语：The Cabinet of Caligari）（珍〈格莉妮絲·約翰斯〉）
- 雙姝怨 ※NET版。
- 辛辛那提小子（英语：The Cincinnati Kid）（克里斯蒂安·拉德〈塔斯黛·韋爾德〉）※朝日電視台版。
- 屍心瘋（凱西〈林恩·路尼（英语：Lynn Lowry）〉）
- 惡魔的十個指揮（英语：The Devil and the Ten Commandments）（法蘭絲瓦·博福特〈法蘭絲瓦·阿諾兒（英语：Françoise Arnoul）〉）
- 蛋與我（英语：The Egg and I (film)）（哈里特·普特南〈路易絲·艾爾布特頓（英语：Louise Allbritton）〉）※富士電視台版。
- 戲中之王（安吉兒〈葛洛莉亞·葛拉罕〉）※東京電視台版。
- The Man Hunter（日语：人間狩り (映画)）（特蕾莎〈麥德林·魯（英语：Madlyn Rhue）〉）※NET版。
- 奇蹟（英语：The Miracle (1959 film)）（特蕾莎〈卡洛·貝克〉）
- 梟雄特警大決鬥（英语：The Moonshine War）（麥莉·米切爾〈蘇珊·澤諾（英语：Susanne Zenor）〉）
- 小寡婦（英语：The Second Time Around (1961 film)）（盧克麗霞·羅傑斯〈黛比·雷諾〉）
- 超級情報員（英语：The Silencers (film)）（蓋爾·亨德里克斯〈斯特拉·史蒂文斯〉）
- 艷尼歌聲（英语：The Singing Nun (film)）（安修女〈黛比·雷諾〉）
- 湯姆·霍恩（英语：Tom Horn (film)）（格倫多琳·金梅爾〈琳達·埃文斯〉）
- 殺手鬧翻天（英语：Up to His Ears）（亞歷山大·皮納爾德爾〈烏爾蘇拉·安德烈斯〉）※TBS版。
- 異想天開大逃亡（英语：What Did You Do in the War, Daddy?）（吉娜·羅馬諾〈喬凡娜·拉利（英语：Giovanna Ralli）〉）

#### 電視影集
- 神仙家庭（英语：Bewitched）（艾瑞莎、維納斯）
- 我夢見珍妮（英语：I Dream of Jeannie）（布西·南丁格爾〈卡蘿爾·韋恩（英语：Carol Wayne）〉）
- 賈德律師（英语：Judd, for the Defense）（海倫·巴雷特〈伊莉莎白·麥克瑞（英语：Elizabeth MacRae）〉）
- 邁阿密風雲 (第3季)（克里斯汀·馮·馬爾堡〈梅蘭妮·葛莉芬〉）
- 女作家與謀殺案（英语：Murder, She Wrote）（崔西·蘭利）
- 火星叔叔馬丁（安琪拉〈安·馬歇爾〉）
- 尼科爾斯（英语：Nichols (TV series)）（露絲〈瑪格·基德〉）
- 銀河飛龍 (第3季)（瑪拉·阿斯特中尉）
- 法網恢恢（凱倫·克里斯蒂安〈蘇珊·奧利佛（英语：Susan Oliver）〉、諾瑪·塞森斯〈安吉·迪金森〉）
- 宏偉的6和1/2（英语：The Magnificent Six and 1/2）（菲茲〈邁克爾·奧德瑞森（英语：Michael Audreson）〉）

#### 動畫
- 克拉拉和麥克斯
- 飛行大競賽（英语：Dastardly and Muttley in Their Flying Machines）（波比[116]）
- 驚奇4超人（英语：Fantastic Four (1967 TV series)）（蘇西）
- 捉迷藏
- 嬌西少女隊（咪咪）
- 查理布朗與史努比 (野澤雅子版)（萊拉）
- 傑森一家（珍·傑森）
- 宇宙旅行 (比利時廣播公司製作)

#### 人偶劇
- 布偶奇遇記（英语：Fraggle Rock）（蝶形螺母）

### 廣播節目
- 烏卡里夫人與查卡里夫人（日语：チャッカリ夫人とウッカリ夫人）（查卡里夫人＝第4代）
- 青春冒險（日语：青春アドベンチャー）
  - 『封神演義』（妲己）
  - 『永遠之森·博物館惑星』（寧寧·桑德斯）
- 東京REMIX族（日语：東京REMIX族）（單元旁白）
- Voice Paradise（日语：ボイスパラダイス）（NHK-FM，旁白）
- 關西週六炎熱時間（日语：かんさい土曜ほっとタイム）（2010年5月22日、2011年3月5日（重播），NHK廣播第一放送）—於14:00節目「有趣的人物檔案」演出。談論了本身的職業生涯、配音事業、及對配音的態度，以及她如何因為寶塚歌劇團粉絲而搬到寶塚市。
- 廣播人傑克（日语：ラジオマンジャック）（2019年7月27日，NHK-FM）—談到廣播劇的演出、經歷、配音事業等。

### 電視劇
- （1957年，KR電視台）—飾 菊地亞子[117]
- 我愛亭主
- 金比羅老師青春紀
- 戰爭
- 週五Prestige（日语：金曜プレステージ） 事件屋稼業（日语：事件屋稼業 (漫画)#テレビドラマ）1（2013年）—飾 川島澄子（聲音演出）

### 電影
- （1957年）—飾 千代[注 7]

### 電視節目
- Quiz Derby（日语：クイズダービー）（TBS）
- 青少年電視 數位進化論（NHK教育）—飾 母親
- 漂流者大爆笑（日语：ドリフ大爆笑）（外國人的日語配音）
- SMAP×SMAP（在「阿卡迪亞（日语：SMAP×SMAPのコント・キャラクター#あ行）」裡僅聲音演出）
- 共眠故事（USEN440的兒童頻道。童話、民間故事等朗讀）
- 中國名園紀行（日语：中国名園紀行）（NHK BS，旁白）
- MARUKAJIRI！亞洲食堂（日语：まるかじり!アジアン食堂）（NHK綜合、關西地區限定節目，旁白）
- 火曜曲！（TBS，旁白）
- Goro deluxe（日语：ゴロウ・デラックス）（TBS，傻鵬媽媽的聲音〈僅赤塚不二夫篇〉）
- （朝日電視台，為與峰不二子相似的角色「峰貝果子」配音）
- （旁白）
- （旁白）
- 週五CURSOR（日语：金曜カーソル）（WOWOW PLUS，旁白）
- 第二美學「魯邦三世：峰不二子」（2019年9月21日，NHK BS Premium）

### 人偶劇
- 兒童人偶劇場（日语：こどもにんぎょう劇場）
  - 「狼和七隻小山羊」（羊媽媽）
  - 「老鼠娶新娘」
  - 「稻草富翁」
  - （女孩子、女孩子的母親）
  - 「竹取物語」
- 突然出現的葫蘆島（日语：ひょっこりひょうたん島）
- 逗貓市的11人（日语：ネコジャラ市の11人）（米歇爾·蘭傑洛）
- （的廣播、メリーさん、橘色假面）
- （〈初代〉)

### 廣告
- BIOFERMIN製藥（日语：ビオフェルミン製薬）—女神的聲音
- Mobage Town「皇家怪盜（日语：怪盗ロワイヤル）」—旁白
- 固力果 —旁白
- NatureLab—甜心戰士的聲音
- 大東建託（日语：大東建託）房屋搜尋篇 東方白鸛篇（2012年）—母親、妻子的聲音
- 日清食品（2013年）—傻鵬的媽媽
- 豐田汽車 Toyota Safety Sense 車線逸脫防止支援篇（2015年）—馬的聲音
- 豪斯登堡（2016年）—旁白
- hide with Spread Beaver『PINK SPIDER（日语：ピンク スパイダー）』現貨廣告—峰不二子的聲音
- 小學館 山貓兄妹『叫我對大哥』（2018年）—旁白
- 小學館 （2019年）—旁白

### 其它
- 日本電視台限定車款導航系統「Map Plus」（峰不二子的聲音錄製）
- F角色全明星 哆啦A夢&小超人帕門 千鈞一髮!?（小超人3號／星野堇（日语：星野スミレ））
- CR怪物小王子 惡魔之劍（怪子）

## 音樂
- （《劇場版 安徒生物語（日语：アンデルセン物語#劇場映画「アンデルセン物語」（1968年））》片尾主題歌）
作詞：井上廈，作曲：宇野誠一郎（日语：宇野誠一郎），歌：增山江威子、Young Fresh（日语：ヤング・フレッシュ）
- 《猿飛悅子》片頭主題歌 
作詞：山元護久（日语：山元護久），作曲：宇野誠一郎
- 《嚕嚕米 (1972年版)》片尾主題歌
作詞：井上廈、山元護久（日语：山元護久），作曲：宇野誠一郎
- 作詞：丘燈至夫（日语：丘灯至夫），歌：增山江威子、北川國彥、長谷三治（日语：はせさん治）、山田俊司、野村道子
- 作詞、作曲：古田喜昭（日语：古田喜昭），歌：增山江威子（星野菫）
- 小魔女大作戰（日语：魔女っ子大作戦） 特別歌曲集
- （《魯邦三世 (TV第2系列)（日语：ルパン三世 (TV第2シリーズ)）》片尾曲翻唱版。收錄於《魯邦三世 聲樂選集 Vol.1》等）
- 江威子抄（首張專輯，收錄了8首歌曲，KING RECORDS，1980年）

## 相關書籍
- 增山江威子.  . AND NOW之會. 2019年.

## 腳註

## 外部連結
- 增山江威子｜青二Production （日語）
- 增山江威子 （日語）—Talent Date Bank
- 增山江威子 （日語）—日本藝人名鑑（日语：日本タレント名鑑）
- （日語）—WEB THE TELEVISION（日语：ザテレビジョン）
- 增山江威子｜SEIGURA web，存于 （日語）
- 增山江威子 （日語）—oricon
- 日本電影數據庫（JMDb）上增山江威子的資料（日語）
- 增山江威子 （日語）—allcinema（日语：allcinema）
- 增山江威子 （日語）—KINENOTE
- 增山江威子 （日語）—MOVIE WALKER PRESS（日语：MOVIE WALKER PRESS）
- 增山江威子 （日語）—電影.com（日语：映画.com）
- Eiko Masuyama在互联网电影资料库（IMDb）上的資料（英文）
- 增山江威子 （日語）—電視劇資料庫（日语：TV Drama Database）